# 上禅堂
上禅堂，也称景德堂，位于安徽省池州市的九华山上，汉族地区佛教全国重点寺院之一。

## 简介
该寺建于明朝，清康熙六年（1667年）由玉林国师门人宗衍重建。后几经损毁修建。该寺为汉传佛教建筑风格，其座南朝北，唯独山门开在东墙。上禅堂后院为观音阁，内供一尊滴水观音，其观音像下有泉，名金沙泉。泉边有一株金钱树，为九华山三宝之一。